# Sarascelis junquai
Sarascelis junquai är en spindelart som beskrevs av Jean-François Jézéquel 1964. Sarascelis junquai ingår i släktet Sarascelis och familjen Palpimanidae.
Artens utbredningsområde är Elfenbenskusten. Inga underarter finns listade i Catalogue of Life.